# Erioptera invariegata
Erioptera invariegata är en tvåvingeart som beskrevs av Alexander 1921. Erioptera invariegata ingår i släktet Erioptera och familjen småharkrankar. Inga underarter finns listade i Catalogue of Life.